# NGC 3859
NGC 3859是一个位于狮子座的螺旋星系，距离地球2.95亿光年，1884年3月23日由讓·瑪里·愛德華·史提芬发现，属于獅子座星系團。2014年2月23日，人们在NGC 3859发现II型超新星SN 2014U。